# 本田優貴
本田 優貴（ほんだ ゆうき）は、日本の漫画家。大阪府出身。男性。
2009年、『ヤングアニマル』（白泉社）より『東京闇虫』の読み切り掲載を経て2010年より連載を開始する。
2013年9月28日に『東京闇虫』、2015年4月4日に『東京闇虫パンドラ』の実写版映画が公開された。
小学館のWebコミックサイト『やわらかスピリッツ』で『アイアムアヒーロー』のスピンオフ漫画で、大阪が舞台の『アイアムアヒーロー in OSAKA』を連載。

## 作品リスト

### 連載
- 東京闇虫（『ヤングアニマル』2010年No.17 - 2013年No.2）
- 東京闇虫-2nd scenario-パンドラ（『ヤングアニマル』2013年No.5 - 2016年No.3）
- アイアムアヒーロー in OSAKA（原作：花沢健吾、『やわらかスピリッツ』2015年6月26日 - 2015年12月23日）
- ただ離婚してないだけ（『ヤングアニマル嵐』2017年9号 - 2018年6月1日、→『ヤングアニマル』2018年14号 - 2019年13号、2019年18号 - 2020年2号）
- ハスリンボーイ（原作：草下シンヤ、『ビッグコミックスピリッツ』2018年23号 - 2019年29号）
- DESTRA デストラ（『月刊少年チャンピオン』2020年3月号 - 2022年8月号）
- あたらしい結婚生活（『黒蜜』Vol.1[3] - Vol.37[4]）
- ファミリープラン（『ヤングアニマル』2024年No.3[5] - 連載中）

### 読み切り
- 東京闇虫（『ヤングアニマル』2009年）
- JOKER  - シリーズ読み切り[6]。
  - JOKER-ジョーカーは踊る-（『ヤングキングBULL』2020年1月号[7]）
  - JOKER -スカイフォールアウト-（『ヤングキングBULL』2022年8月号[8]）
  - JOKER-ノンストッパー・トレイン-（『ヤングキングBULL』2023年8月号[6]）
  - JOKER ブラッディ・フォーエバー（『ヤングキングBULL』2025年6号[9]、2025年7号[10]）
- 他殺課（夏川萌の場合）（『月刊コミックバンチ』2023年11月号付録「死役所公式アンソロジー」[11][12]）

### 書籍
- 『東京闇虫』、白泉社〈ヤングアニマルコミックス〉2011年 - 2013年、全7巻
- 『東京闇虫-2nd scenario-パンドラ』、白泉社〈ヤングアニマルコミックス〉2013年 - 2016年、全8巻
- 『アイアムアヒーロー in OSAKA』、原作：花沢健吾、小学館〈ビッグスピリッツコミックススペシャル〉2016年、全1巻
- 『ただ離婚してないだけ』、白泉社〈ヤングアニマルコミックス〉2018年 - 2020年、全5巻
- 『ハスリンボーイ』、原作：草下シンヤ、小学館〈ビッグコミックス〉2018年 - 2019年、全4巻
- 『DESTRA デストラ』、秋田書店〈少年チャンピオンコミックス〉2020年 - 2022年、全5巻
- 『あたらしい結婚生活』、白泉社〈ヤングアニマルコミックス〉2021年 - 2024年、全5巻、3巻以降は電子版のみ
- 『ファミリープラン』、白泉社〈ヤングアニマルコミックス〉2024年 - 、既刊2巻（2024年12月26日現在）
  1. 2024年11月28日発売[13][14]、ISBN 978-4-592-16399-2
  2. 2024年12月26日発売[15]、ISBN 978-4-592-16400-5
- 『JOKER』、少年画報社〈YKコミックス〉2025年 - 、既刊1巻（2025年6月16日現在）
  1. 2025年6月16日発売[16][17]、ISBN 978-4-7859-7962-1

## 師匠
- 若杉公徳[18]